# Eroica (album)
Eroica è il terzo album del duo musicale statunitense Wendy & Lisa, pubblicato dall'etichetta discografica Philips nel 1990.
L'album, disponibile su long playing, musicassetta e compact disc, è prodotto da Tony Berg e lo stesso duo, che firma tutti gli 11 brani, in 5 occasioni con la collaborazione di altri autori.
Dal disco vengono tratti i singoli Strung Out, Rainbow Lake e, l'anno seguente, Don't Try to Tell Me.

## Tracce

### Lato A
1. Rainbow Lake
2. Strung Out
3. Mother of Pearl
4. Don't Try to Tell Me
5. Crack in the Pavement
6. Porch Swing

### Lato B
1. Why Wait for Heaven
2. Turn Me Inside Out
3. Skeleton Key
4. Valley Vista
5. Staring at the Sun